# ويكيبيديا الإسكتلندية الغالية
ويكيبيديا الغالية الاسكتلندية (الغالية الاسكتلندية: Uicipeid) هي النسخة الغالية الاسكتلندية من موسوعة ويكيبيديا.

## الإحصائيات
| عدد المستخدمين المسجلين | عدد المستخدمين النشيطين | عدد المقالات | صفحات المحتوى | عدد التعديلات | عدد الملفات المرفوعة | عدد الإداريين |
| ----------------------- | ----------------------- | ------------ | ------------- | ------------- | -------------------- | ------------- |
| 29٬962                  | 36                      | 15٬987       | 32٬421        | 578٬001       | 290                  | 5             |

## التاريخ
تأسست الموسوعة في عام 2004. في عام 2017، عينت سوزان روس من قبل مكتبة اسكتلندا الوطنية لتطوير وتعزيز الموسوعة. تهدف المكتبة الوطنية إلى زيادة مواردها الغيلية بعد محرك الرقمنة الذي وضع مواد اللغة الغيلية على الإنترنت. من خلال العمل مع مجموعات المجتمع، قامت بإنشاء صفحات مساعدة وعملت على جذب المزيد من المحررين. تحت منحة برعاية المنحة برعاية ويكيميديا المملكة المتحدة و مجلس الغيلية.
في وقت من الأوقات، قدم صبحال مير أسطايج وحدة لتعليم الطلاب كيفية التحرير في ويكيبيديا.

## التقدم
- نوفمبر 2004 - أنشئت المقالة رقم 100.
- يونيو 2005 - أنشئت المقالة رقم 1000.
- أبريل 2014 - أنشئت المقالة رقم 10000.[6]